# El vampiro negro (pel·lícula de 1953)
 El vampiro negro  és una pel·lícula en blanc i negre de l'Argentina dirigida per Román Viñoly Barreto sobre el seu propi guió escrit en col·laboració amb Alberto Etchebehere segons la pel·lícula M, de Fritz Lang, que es va estrenar el 14 d'octubre de 1953 i que va tenir com a protagonistes a Olga Zubarry, Roberto Escalada, Nathán Pinzón i Nelly Panizza.
En una enquesta de les 100 millors pel·lícules del cinema argentí duta a terme pel Museo del Cine Pablo Ducrós Hicken l'any 2000, la pel·lícula va aconseguir el lloc 39.

## Siinopsi
Tota una ciutat viu terroritzada per un assassí de nenes.

## Comentaris
Noticias Gráficas va dir en la seva crònica sobre el film:
| « | ”S'interessa en primer terme per una fotografia de reeixida suggestió i per un moviment de càmera inquiet, i si el tractament de l'argument en si no arriba a plasmar-se de manera convincent, no hi ha dubtes que s'aconsegueixen bons efectes.” | » |

Per la seva part King va opinar respecte de la pel·lícula:
| « | ”Efectista…Sense ser un model del gènere, força és amitir valors en aquesta producció…Nathán Pinzón, complint….un esforç ponderable en la composició d'un personatge de res fàcil expressió” | » |

Al seu torn, Manrupe i Portela escriuen:
| « | ”Cecs que cauen per escales, nans i deformis, persecucions en les clavegueres i adulteri consentit per una dona lesionada. Visualment, entre les millors pel·lícules argentines, i oblidada gairebé sempre a l'hora de fer llistes. Viñoly Barreto va filmar perquè Buenos Aires no ho semblés i va aconseguir separar-se de Lang, aconseguint una obra maleïda, expressionista i mai igualada en el formal. En el cast sobresurten Nathán Pinzón en el paper de la seva vida i Escalada pel mal que actua.” | » |